# Луций Сений
Луций Сений (Балбин) (на латински: Lucius Saenius, Balbinus) e римски политик и сенатор.

## Биография
Той е син на сенатор със същото име и е издигнат от Октавиан. През 30 пр.н.е. е суфектконсул заедно с Август.
Автор е на закона Lex Saenia, с който Август може да приема плебейски фамилии в патрицианското съсловие.